# Niuta Tajtelbaum
Niuta Tajtelbaum właśc. Rywa Tajtelbaum, ps. „Wanda”, „Wanda Witwicka” (hebr. ניוטה טייטלבוים; ur. 31 października 1917 w Łodzi, zm. w lipcu 1943 w Warszawie) – żydowska działaczka podziemia w getcie warszawskim, członkini PPR w getcie warszawskim, zastępca dowódcy wydziału bojowego Gwardii Ludowej, uczestniczka powstania w getcie warszawskim. Zamordowana przez Gestapo w lipcu 1943.

## Życiorys
Urodziła się w rodzinie chasydzkiej 31 października 1917 w Łodzi. Uczęszczała tam do liceum, w którym to dołączyła do nielegalnej grupy komunistycznej. Pomimo że, po ujawnieniu przez policję członkostwa w tej grupie, została wydalona ze szkoły, to została później przyjęta na Uniwersytet Warszawski, na którym odbywała studia filozoficzne i historyczne.
W warszawskim getcie była jedną z pierwszych, które przystąpiły do Polskiej Partii Robotniczej. Była naturalną blondynką i właśnie ze względu na ten niezdradzający pochodzenia wygląd powierzano jej ważne zadania poza gettem. Pod pseudonimem „Wanda” działała jako kurierka dla żydowskiego ruchu oporu. Zdobywała i transportowała broń.
Latem 1942 roku wstąpiła do Gwardii Ludowej. Na prośbę organizacji opuściła getto, została zastępczynią dowódcy wydziału bojowego i kontynuowała pracę jako łączniczka między Polską Partią Robotniczą a Blokiem Antyfaszystowskim. W Gwardii Ludowej dostała przydział do grupy do zadań specjalnych (tzw. specgrupa).
Reuben Ainsztein opisuje ją jako nieustraszoną bojowniczkę:

Ledwie starsza niż szesnaście lat, z blond warkoczami wystarczająco długimi, by na nich usiąść, weszła do dobrze strzeżonego niemieckiego budynku, zastrzeliła nazistowskiego oficera w jego własnym biurze i pozostawiła go z niewinnym wyrazem twarzy, który mógł przynieść tylko morderca »Cechy rasy nordyckiej«.

W getcie opowiadano, że weszła do niemieckiego urzędu ubrana w wiejską chustę, z kobiałką w ręku. Nie wzbudzając niczyich podejrzeń, pod pretekstem „sprawy osobistej” zbliżyła się do funkcjonariusza SS, strzeliła do niego z rewolweru, po czym prędko się oddaliła. Według innej historii, po nieudanym zamachu na agenta Gestapo, przebrana za lekarkę odnalazła go w sali szpitalnej i zastrzeliła na miejscu.

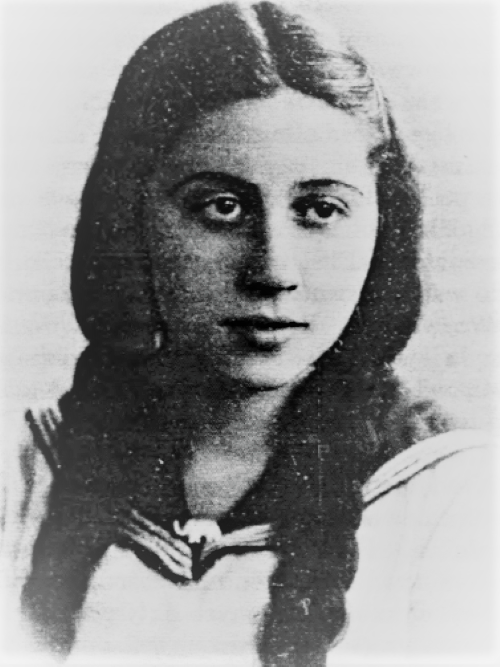
Niuta Tajtelbaum (1936)

17 stycznia 1943 r. Niuta Tajtelbaum podłożyła bombę pod kino oraz teatr „Kammerlicht Spiel” przy ul. Marszałkowskiej 8.
19 kwietnia 1943 r. wybuchło powstanie w getcie warszawskim. 19 lipca 1943 Gestapo zaskoczyło ją w jej mieszkaniu. Bezskutecznie próbowała się otruć. Została aresztowana, torturowana i ostatecznie zamordowana. Mimo surowych tortur nie zdradziła żadnego ze swoich towarzyszy.

## Krytyka postaci i kontrowersje
W marcu 2021 r. w USA pojawiła się zapowiedź książki Judy Batalion pt. The Light of Days: The Untold Story of Women Resistance Fighters in Hitler’s Ghettos (New York: William Morrow/HarperCollins, 2021) oraz promujący ją esej pt. The Nazi-Fighting Women of the Jewish Resistance opublikowany w „The New York Times – Sunday Review”. W nawiązaniu do artykułu w „New York Timesie” ukazały się artykuły w polskiej prasie w tym artykuł Wojciecha Karpieszuka pt. Żydowska bojowniczka zabijała w Warszawie gestapowców. Nieznaną historię opisał „New York Times” w Gazecie Wyborczej.
W odpowiedzi na te publikacje, na początku kwietnia 2021 r., ukazał się krytyczny artykuł Patrycji Rowińskiej pt. Przygody Niuty Tajtelbaum. Historia czy hagiografia? opublikowany na łamach „Do Rzeczy” oraz artykuł publicysty historycznego Leszka Żebrowskiego pt. Komunistyczna mitologia. Jak powraca skompromitowana propaganda na łamach „Naszego Dziennika”.
Rowińska w swoim artykule zarzuciła między innymi, że współczesne eksponowanie Niuty Tajtelbaum wynika z zapoczątkowanej już w PRL-u narracji. Zwróciła również uwagę na nieścisłości związane z przywoływanym w „New York Timesie” i „Gazecie Wyborczej” zamachem na Chmielnej, w trakcie którego Niuta miała zastrzelić dwóch gestapowców, a trzeciego ranić (rannego miała zastrzelić potem w szpitalu wraz z pilnującym go policjantem). Odwołując się do książki „Akcje zbrojne podziemnej Warszawy 1939-1944” Tomasza Strzembosza, Rowińska zwróciła uwagę, że była to akcja przeciwko agentom (współpracownikom) gestapo, a nie jego funkcjonariuszom, a także, że była to akcja specgrupy Sztabu GL, a nie samej Niuty. Przywołując natomiast relację członka specgrupy Sztabu Głównego GL Jerzego Duracza zachowaną w Archiwum Żydowskiego Instytut Historycznego wskazała, że akcja ta wymierzona była przeciwko żydowskim współpracownikom gestapo. Rowińska w swoim artykule postawiła tezę, że zamach mógł mieć miejsce nie na Chmielnej, ale przy Alejach Jerozolimskich (zamach na żydowskich agentów gestapo – Tadeusza i Marię Rembowskich) i że przywołana w amerykańskim dzienniku historia o rzekomym zastrzeleniu potem nazisty, jak i pilnującego go policjanta – nie znajduje pokrycia w znanych kronikach policyjnych.
Leszek Żebrowski na łamach „Naszego Dziennika” zarzucił natomiast, że w przekazie medialnym biografia Niuty Tajtelbaum opierana jest na informacjach niesprawdzonych i niepopartych źródłami historycznymi oraz określił to największą dotychczas akcją propagandową i promocyjną. Żebrowski zwrócił uwagę między innymi na fakt, iż nie ma żadnych źródeł historycznych potwierdzających wydanie za Tajtelbaum listu gończego. Publicysta zakwestionował również jej udział w akcjach wysadzania linii kolejowych jako przypisanie Gwardii Ludowej, dokonanej przez Armię Krajową – Akcji Wieniec. Stwierdził również, że w meldunkach polskiego podziemia nie ma informacji o zamachach na funkcjonariuszy gestapo, których miała rzekomo dokonać Tajtelbaum. Podaje on że jedyne trzy dokumenty GL w których wymieniana jest Rywka Tajtelbaum czyli Niuta Tajtelbaum dotyczą napadu na firmę krawiecką „Michalski Józef” przy ul. Marszałkowskiej 56 w Warszawie, gdzie oprócz biżuterii zrabowano także: halkę damską, dwie pary pończoch, słoik kremu, trzy grzebienie, oprawkę do okularów i parę skarpet. Żebrowski zakwestionował także sukces napadu na bank w którym miała brać udział Niuta. Publicysta wskazał, że chodzi o napad na Bank „Społem” przy Krakowskim Przedmieściu 13/18 podając, że zginęło 4 napastników, a 5 został ranny. Kobieta biorąca udział w napadzie zbiegła unosząc część gotówki. W wyniku strzelaniny po napadzie zostało rannych także 3 policjantów i jeden przechodzień, a jeden przechodzień zginął.

## Odznaczenia i upamiętnienie
Pośmiertnie – w drugą rocznicę powstania w getcie, 19 kwietnia 1945 – została odznaczona Orderem Krzyża Grunwaldu III klasy.
W 2021 r., na 78. rocznicę wybuchu powstania w getcie warszawskim, przy metrze Centrum odsłonięto mural poświęcony kobietom walczącym w powstaniu. Została tam upamiętniona jako jedna z dziewięciu Żydówek.